# Paxton (geslacht)
Paxton is een monotypisch geslacht van straalvinnige vissen uit de familie van kardinaalbaarzen (Apogonidae).

## Soorten
De volgende soorten zijn bij het geslacht ingedeeld:
- Paxton concilians Baldwin & Johnson, 1999[1]